# N6 (Frankrijk)
De N6 of Route nationale 6 is een nationale weg in Frankrijk. De weg bestaat uit drie korte delen. Het eerste deel loopt van Créteil, een voorstad van Parijs, naar de N104, de buitenste ringweg van Parijs, bij Lieusaint. Het tweede deel vormt de oostelijke ringweg van Auxerre. Het derde deel vormt de verbinding tussen de N489 en de A6 bij Limonest, ten noordwesten van Lyon.

## Geschiedenis
In 1811 liet Napoleon Bonaparte de Route impériale 7 aanleggen van Parijs naar Milaan via de Col du Mont Cenis. In 1824 werd de huidige N6 gecreëerd uit de oude route van de Route impériale 7. Deze weg liep van Joigny via Lyon en Chambéry naar Italië en was 590 kilometer lang.
In 1949 werd de N5BIS tussen Sens en Joigny toegevoegd aan de N6 en in 1978 werd ook de N5 tussen Parijs en Sens bij de weg gevoegd.

### Declassificaties
Door de aanleg van de parallelle autosnelwegen A6 en A43 nam het belang van de N6 sterk af. Daarom is in 2006 de weg, op drie kleine stukken na, overgedragen aan de departementen. Deze delen hebben daardoor nummers van de departementale wegen. De overgedragen delen van de N6 kregen de volgende nummers:
- Val-de-Marne: D6
- Seine-et-Marne: D306 (tot Melun)
- Seine-et-Marne: D606 (vanaf Melun)
- Yonne: D606
- Côte-d'Or: D906
- Saône-et-Loire: D906
- Rhône: D306
- Rhône: D506 (traject Lyon - Bron)
- Isère: D1006
- Savoie: D1006

N1 · N2 · N3 · N4 · N5 · N6 · N7 · N9 · N10 · N11 · N12 · N13 · N14 · N15 · N17 · N19 · N19J · N20 · N21 · N22 · N24 · N25 · N27 · N28 · N31 · N33 · N34 · N36 · N37 · N41 · N42 · N43 · N44 · N47 · N49 · N51 · N52 · N57 · N58 · N59 · N61 · N61A · N65 · N66 · N67 · N70 · N77 · N79 · N80 · N82 · N83 · N85 · N86 · N87 · N88 · N89 · N90 · N94 · N98 · N100 · N102 · N104 · N105 · N106 · N109 · N112 · N113 · N116 · N118 · N118A · N118B · N122 · N123 · N124 · N125 · N126 · N129 · N134 · N135 · N136 · N137 · N138 · N141 · N142 · N145 · N147 · N149 · N150 · N151 · N154 · N157 · N158 · N159 · N162 · N164 · N165 · N166 · N171 · N174 · N175 · N176 · N182 · N184 · N186 · N186A · N186B · N188 · N191 · N192 · N201 · N202 · N205 · N209 · N216 · N221 · N224 · N225 · N227 · N230 · N237 · N244 · N248 · N249 · N250 · N254 · N265 · N274 · N282 · N296 · N301 · N303 · N306 · N314 · N315 · N316 · N320 · N324 · N330 · N337 · N338 · N346 · N353 · N356 · N363 · N385 · N388 · N401 · N406 · N410 · N416 · N425 · N431 · N440 · N441 · N444 · N446 · N449 · N481 · N486 · N488 · N489 · N520 · N524 · N532 · N537 · N542 · N543 · N568 · N569 · N572 · N580 · N814 · N844 · N1007 · N1012 · N1013 · N1014 · N1019 · N1021 · N1029 · N1031 · N1043 · N1050 · N1075 · N1083 · N1104 · N1113 · N1134 · N1135 · N1141 · N1154 · N1338 · N1547 · N1569 · N2028 · N2043 · N2057 · N2162 · N2249